# Râul Semnița
Râul Semnița este un curs de apă, afluent al râului Moravița.